# Hans Hovgaard Jakobsen
Hans Hovgaard Jakobsen (Havrebjerg, 1895. február 20. – Odense, 1980. október 17.) olimpiai ezüstérmes dán tornász.
Az 1920. évi nyári olimpiai játékokon indult tornában és a svéd rendszerű csapat összetettben ezüstérmes lett.
Klubcsapata a DDS&G's Hold volt.